# European Rugby Continental Shield
L’European Rugby Continental Shield fu una competizione europea per squadre di club di rugby a 15 organizzata congiuntamente da European Professional Club Rugby, Federazione Italiana Rugby e Rugby Europe.
Si trattava della terza competizione europea di club per ordine di rango dopo l'European Rugby Champions Cup e l'European Rugby Challenge Cup.
Originariamente istituita nel 2014 proprio come torneo di qualificazione di quest'ultima competizione, durante la stagione 2016-17 divenne autonoma pur mantenendo la funzione di promozione verso la Challenge Cup.
Dopo tre edizioni con tale nome, nell'ultima delle quali neppure fu disputata la finale, fu soppressa nel 2019.

## Storia
L'avvento nel 2014 di European Professional Club Rugby alla gestione dei tornei europei di rugby a 15 per club in sostituzione della disciolta European Rugby Cup portò alcune innovazioni nell'organizzazione di dette competizioni: una delle più rilevanti fu quella di istituire un torneo di qualificazione (in inglese Qualifying Tournament) all'European Rugby Challenge Cup, la competizione cadetta alle spalle della Champions Cup; lo scopo era quello di creare un incentivo per le squadre dei Paesi emergenti dell'Europa continentale e un confronto con l'Italia, unica federazione del Sei Nazioni presente in tale torneo.
Dell'organizzazione furono incaricate, oltre a EPCR, la Federazione Italiana Rugby e Rugby Europe, l'organismo di governo del rugby continentale.
Il primo torneo di qualificazione si tenne a gennaio 2015 tra sei rappresentanti di Italia, Portogallo, Russia e Spagna e a qualificarsi per la Challenge Cup della stagione successiva furono l'italiana Calvisano e, prima volta per una compagine russa, l'Enisej-STM.
Un anno più tardi la competizione fu aperta a 8 squadre da Belgio, Germania, Portogallo, Romania, Spagna (la prima classificata di ciascun campionato) e Italia (le due finaliste e la miglior perdente tra le semifinaliste dei play-off di campionato) e si disputò con la formula di due gironi in cui le squadre dovevano giocare due incontri di andata e ritorno contro ciascuna dell'altro girone: le due vincitrici, Calvisano e Rovigo, disputarono contro rispettivamente i romeni del Timişoara e i russi dell'Enisej-STM la conquista dei due posti in palio, che andarono in entrambi i casi alle squadre dell'ex Cortina di Ferro.
In corso di torneo di qualificazione 2016-17 partito a settembre 2016, quando ancora dovevano tenersi le finali che avrebbero qualificato le squadre per la Challenge Cup 2017-18, EPCR, Rugby Europe e la Federazione Italiana Rugby annunciarono la creazione di una nuova competizione che, fermo restando il compito di qualificare due squadre alla Challenge Cup, avrebbe assegnato anche un premio da disputarsi in finale unica tra di esse nel quadro delle finali delle due competizioni maggiori.
Il nome di tale nuovo torneo, European Rugby Continental Shield, riprendeva in parte il nome di una competizione soppressa di European Rugby Cup, l'European Shield, torneo di ripescaggio del vecchio formato di Challenge Cup.
La prima finale, tenutasi a Edimburgo, fu un derby russo tra Krasnyj Jar ed Enisej-STM, vinto da quest'ultimo per 36-8.
L'edizione 2017-18, altresì, non vide ai nastri di partenza la rappresentante belga né quella spagnola, rimpiazzate da Portogallo (CDU Lisbona) e Georgia (Batumi).
La gara decisiva a Getxo, comune della cintura di Bilbao dove erano in programma le finali di Champions e Challenge Cup, si tenne tra i tedeschi dell'Heidelberg RK e i campioni uscenti dell'Enisej-STM che vinsero 24-20; solo la squadra russa tuttavia si qualificò, delle due finaliste, per la Challenge Cup 2018-19 perché Heidelberg non poté parteciparvi in quanto di proprietà di Hans Wild, già detentore dello Stade français di Parigi, militante nella stessa competizione cui Heidelberg avrebbe dovuto accedere.
L'edizione 2018-19 si tenne regolarmente fino alle semifinali, che espressero le due qualificate alla Challenge Cup 2019-20; tuttavia la finale, in programma a Newcastle upon Tyne, in Inghilterra, non fu mai disputata, e pochi mesi più tardi EPCR annunciò la soppressione della competizione.

## Formato
Nella sua più recente edizione il torneo vedeva le seguenti partecipanti:
1. le prime 4 classificate del campionato italiano;
2. la squadra campione di Georgia;
3. una rappresentativa del Belgio;
4. le due finaliste dell'edizione precedente, ammesse direttamente in semifinale.

Le squadre di cui ai punti 1., 2. e 3. furono divise in gironi, e ognuna di esse giocò tre partite di andata e ritorno contro le tre squadre del girone opposto.
Le due squadre vincitrici di girone si incontrarono per la prima semifinale in gara di andata e ritorno; nell'altra semifinale si incontrarono le due finaliste dell'edizione precedente.
Le due finaliste guadagnarono l'ammissione alla Challenge Cup della stagione successiva.
La finale, in gara unica, avrebbe dovuto tenersi nello stesso fine settimana e nello stesso ambito geografico della finale delle due Coppe maggiori.

## Albo d'oro
| Stagione | Incontro                   | Risultato     | Sede                                |
| -------- | -------------------------- | ------------- | ----------------------------------- |
| 2016-17  | Enisej-STM — Krasnyj Jar   | 36-8          | Edimburgo, Complesso di Murrayfield |
| 2017-18  | Enisej-STM — Heidelberg RK | 24-20         | Getxo, Centro sportivo di Fadura    |
| 2018-19  | Enisej-STM — Calvisano     | non disputata | Newcastle upon Tyne, Kingston Park  |